# Ang Mey
Ang Mey (tiếng Khmer: ក្សត្រីអង្គម៉ី, phát âm [kʰsat.trəj ʔɑŋ.məj], 1815 – 1874) là một nữ vương tại ngôi ở Cao Miên hơn mười năm từ 1835 đến 1847. Vương hiệu của bà là Samdech Preah Maha Rajini Ang Mey. Bà là con gái thứ hai của vua Ang Chan II (Nặc Ông Chân) nước Chân Lạp.
Ang Mey hoặc Ksat Trey, được sử sách Việt Nam đương thời gọi là Công chúa Ngọc Vân (玉雲), sau còn được gọi là Quận chúa Mỹ Lâm (美林, khi nước Chân Lạp bị giải tán thành Trấn Tây Thành).

## Tiểu sử
Sau khi phụ vương Ang Chan II mất năm 1834 mà không có con trai nối dõi, Ang Mey được triều đình nhà Nguyễn đưa lên ngôi, hiệu là Chân Lạp quận chúa.
Từ trước đó, lúc chiến tranh Việt – Xiêm (1833-1834) sắp tới giai đoạn cuối, nhà Nguyễn đã dự định cho công chúa cả là Ang Pen (Ngọc Biện) lên ngôi nữ vương Cao Miên. Nhưng theo Biên niên sử Campuchia, Ang Pen là người thuộc phe thân Xiêm và không đồng ý kết hôn với hoàng tử nhà Nguyễn nên bị loại trừ. Chính sử nhà Nguyễn thì không nhắc đến việc dàn xếp hôn nhân này.
Năm 1835, Trương Minh Giảng, đang giữ chức Bảo hộ Cao Miên, đề nghị đưa Ngọc Vân (Ang Mey) lên làm Quận chúa Chân Lạp, đồng thời củng cố quyền lực cai trị của nhà Nguyễn trên đất Cao Miên. Vương triều Cao Miên coi như đã chấm dứt và nhà Nguyễn cho đổi nước Cao Miên thành Trấn Tây Thành bao gồm vùng Đông Nam Biển Hồ, Nam Vang và kinh đô U Đông. Sau đó Ngọc Vân lại bị giáng làm Mỹ Lâm quận chúa; các chị em bị giáng làm huyện quân là Ngọc Biện làm Lư An huyện quân; Ngọc Thu làm Thâu Trung huyện quân; Ngọc Nguyên làm Tập Ninh huyện quân.
Trong khi đó Xiêm La mở cuộc xâm lăng Cao Miên để tranh giành ảnh hưởng. Cuộc chiến dai dẳng kéo dài từ năm 1834 đến 1845 bất phân thắng bại. Người Xiêm chiếm ưu thế ở vùng Tây Bắc còn người Việt cai trị gián tiếp qua triều đình Ang Mey vùng Đông Nam. Tình hình tuy vậy không yên, một phần là vì vua Minh Mạng áp dụng chế độ bảo hộ hà khắc trên đất Cao Miên, ép buộc người Chân Lạp phải đổi sửa phong tục, tập quán theo người Việt nên dân Cao Miên nổi loạn liên tục.
Năm 1840, Ngọc Biện và gia nhân bị kết án tử hình vì âm mưu cấu kết với phe thân Xiêm. Các quan người Chân Lạp đang làm việc cho nhà Nguyễn là Trà Long, Nhâm Vu và La Kiên đều bị vạ lây. Ngọc Vân, Ngọc Thu và Ngọc Nguyên thì bị giải về Gia Định quản thúc. Người Chân Lạp do đó lại thêm phần thù oán nhà Nguyễn. Sang đầu năm 1841, Ngọc Vân mới được trở về Nam Vang.

Năm 1841, vua Minh Mạng qua đời, vua Thiệu Trị lên nối ngôi. Vì thấy việc binh bị tốn kém, vua Thiệu Trị sai bỏ Trấn Tây thành, rút binh về An Giang. Ang Mey và các em gái theo quan quân Đại Nam về ở thôn Châu Phú, thành Châu Đốc, tỉnh An Giang. Hay tin binh tướng Đại Nam đã rút quân về nước, nước Xiêm đưa Ang Duong (Nặc Ông Đôn, Nặc Giun, chú của Ngọc Vân) về Chân Lạp lên ngôi vua. Tướng Xiêm là Phi Nhã Chất Tri (Chao Phraya Bodin Decha) cũng nhân đó kéo quân sang đánh Chân Lạp và Đại Nam để phục thù, xảy ra cuộc chiến tranh Việt- Xiêm (1841-1845).
Năm 1844, nhà Nguyễn cho: dời nhà ở của Quận chúa Ngọc Vân đem làm ở bên hữu thành tỉnh An Giang. Trước kia, Lạp man quận chúa là Ngọc Vân, huyện quân là Ngọc Thu, Ngọc Nguyên, theo quan quân ta chuyển về tỉnh An Giang, ngụ tạm ở chỗ đồn đất thôn Chu Phú; đến đây, quan tỉnh cho rằng đất ấy ẩm thấp, xin chi của kho giao cho thổ dân làm lại nhà ở tại chỗ điếm Giang Phước gần tỉnh. Vua y cho.
Năm 1844, quân Việt lại kéo lên Chân Lạp giao chiến với quân Xiêm. Nguyễn Tri Phương và Doãn Uẩn vây hãm thành U Đông, đánh bại quân Xiêm do Phi Nhã Chất Tri (tướng Chakri Chao Phraya Bodin) chỉ huy, buộc người Xiêm phải giảng hòa. Hai bên đình chiến.
Năm 1845, nhà Nguyễn cho dời chỗ ở của quận chúa Ngọc Vân và mẹ tên Giun đến thành Nam Vang. (Ngọc Vân và mẹ tên Giun và người nhà, nguyên trước ở thành An Giang).

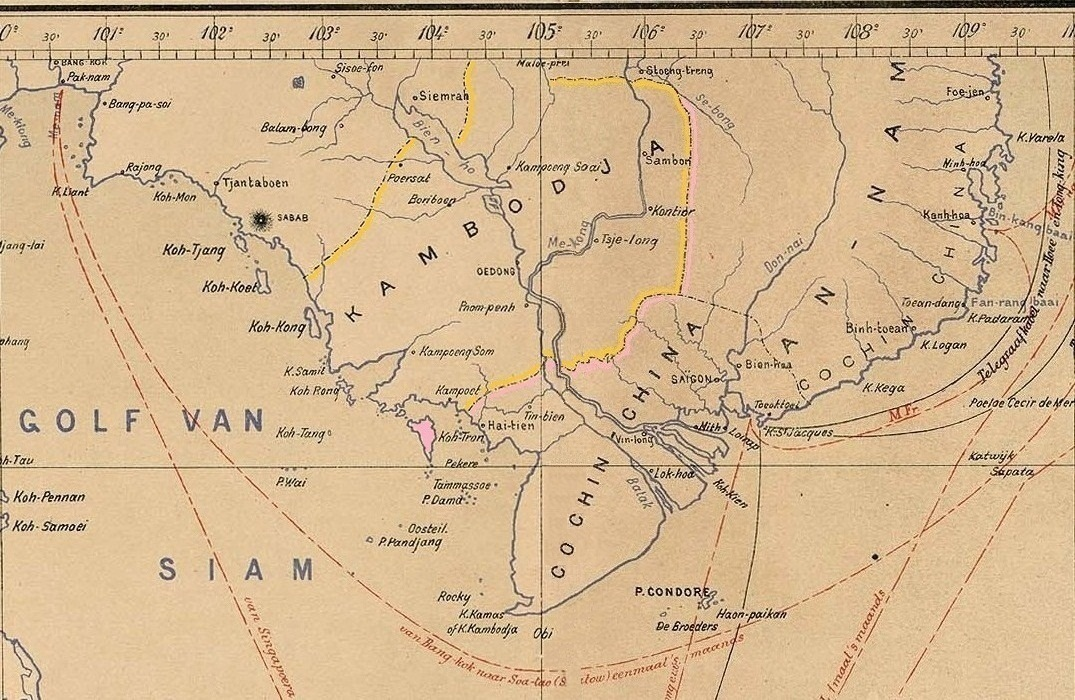
Bản đồ Nam Kỳ và một phần nước Cao Miên năm 1841-1889.

Tháng 2 âm lịch năm Đinh Mùi (1847), vua Thiệu Trị phong cho Ang Duong làm Cao Miên quốc vương (ý trao cho làm chủ toàn cõi Cao Miên gồm cả Nam Vang lẫn Oudong) và phong cho Ang Mey làm Cao Miên quận chúa (ý trao cho làm chủ vùng Trấn Tây (Nam Vang) nhà Nguyễn kiểm soát). Vua Thiệu Trị lệnh cho quân nhà Nguyễn ở Trấn Tây (vùng Nam Vang đến biên giới với Nam Kỳ của Đại Nam) rút về An Giang. Triều đình Cao Miên được coi là độc lập nhưng phải chịu triều cống cả hai nước Việt lẫn Xiêm.
Từ sau giai đoạn này cho đến cuối đời của Ang Mey, gần như không có tài liệu nào đề cập tới bà nữa.